# ليل لوديد
داشاون موريس روبرتسون  (بالإنجليزية: Dashawn Maurice Robertson) (1 أغسطس 2000 – 31 مايو 2021) ويشتهر باسم ليل لوديد (بالإنجليزية: Lil Loaded)، هو مغني راب ومغني وكاتب أغاني مشهور إنترنت أمريكي راحل. اشتهر في صيف عام 2019 بعد انتشار أغنيته "6locc 6a6y".

## دعاوى قانونية
في 25 أكتوبر 2020، زُعم أن روبرتسون أطلق النار وقتل صديقته، خاليا ووكر، والبالغة من العمر 18 عامًا، أثناء تسجيل فيديو موسيقي. قام روبرتسون بتسليم نفسه للشرطة في 9 نوفمبر 2020، بعد صدور أمر بالقبض عليه. ووجهت إليه تهمة القتل غير العمد في فبراير 2021.

## حياته الشخصية ووفاته
في صيف عام 2020، أعلن روبرتسون على إنستغرام لايف من سرير مستشفى أنه أصيب برصاصة. وقد تعافى تمامًا منذ ذلك الحين.
توفي روبرتسون منتحرًا يوم 31 مايو 2021، بعمر الـ20.